# 威廉·斯特芬森
威廉·斯特芬森（挪威語：Wilhelm Steffensen，1889年8月15日—1954年7月26日），挪威男子竞技体操运动员。他曾代表挪威获得1920年夏季奥运会体操比赛男子团体自由式银牌。他于1954年在奥勒松去世。